# Púlpito del Maestro Guglielmo

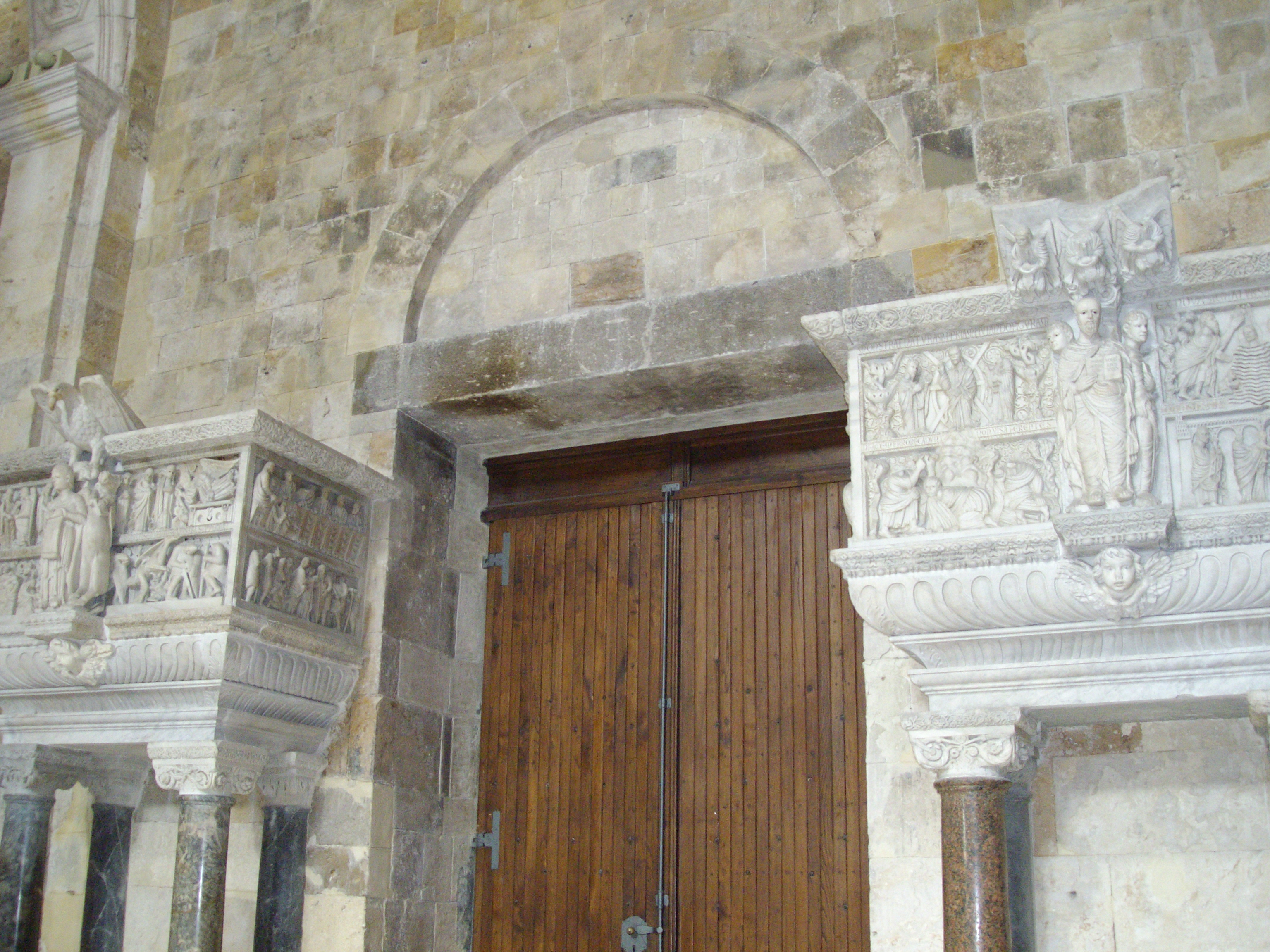
Las dos partes del púlpito de Guglielmo

El púlpito del Maestro Guglielmo es una obra maestra románica del siglo XII en la catedral de Cagliari, en Italia.
Fue elaborado por el escultor conocido como Maestro Guglielmo, del que no se sabe casi nada, salvo que colaboró en la decoración de la catedral de Pisa. El púlpito monumental fue esculpido entre 1159 y 1162 y fue colocado en la catedral pisana; sin embargo, fue sustituido en 1310 por un nuevo púlpito de Giovanni Pisano.
El púlpito de Guglielmo fue desmontado y donado a Cagliari, que en ese tiempo era un dominio pisano y sede de una diócesis sufragánea de Pisa. El púlpito llegó a Cagliari en 1312 y fue colocado en la catedral de la ciudad sarda, donde encontró lugar en la nave central, a la altura de la tercera columna del costado derecho. La catedral románica fue remodelada en el siglo XVII hacia un nuevo aspecto barroco y el púlpito de Guglielmo fue desmontado, partido en dos y trasladado a su posición actual, a ambos lados del portal principal, en 1669.

## Descripción

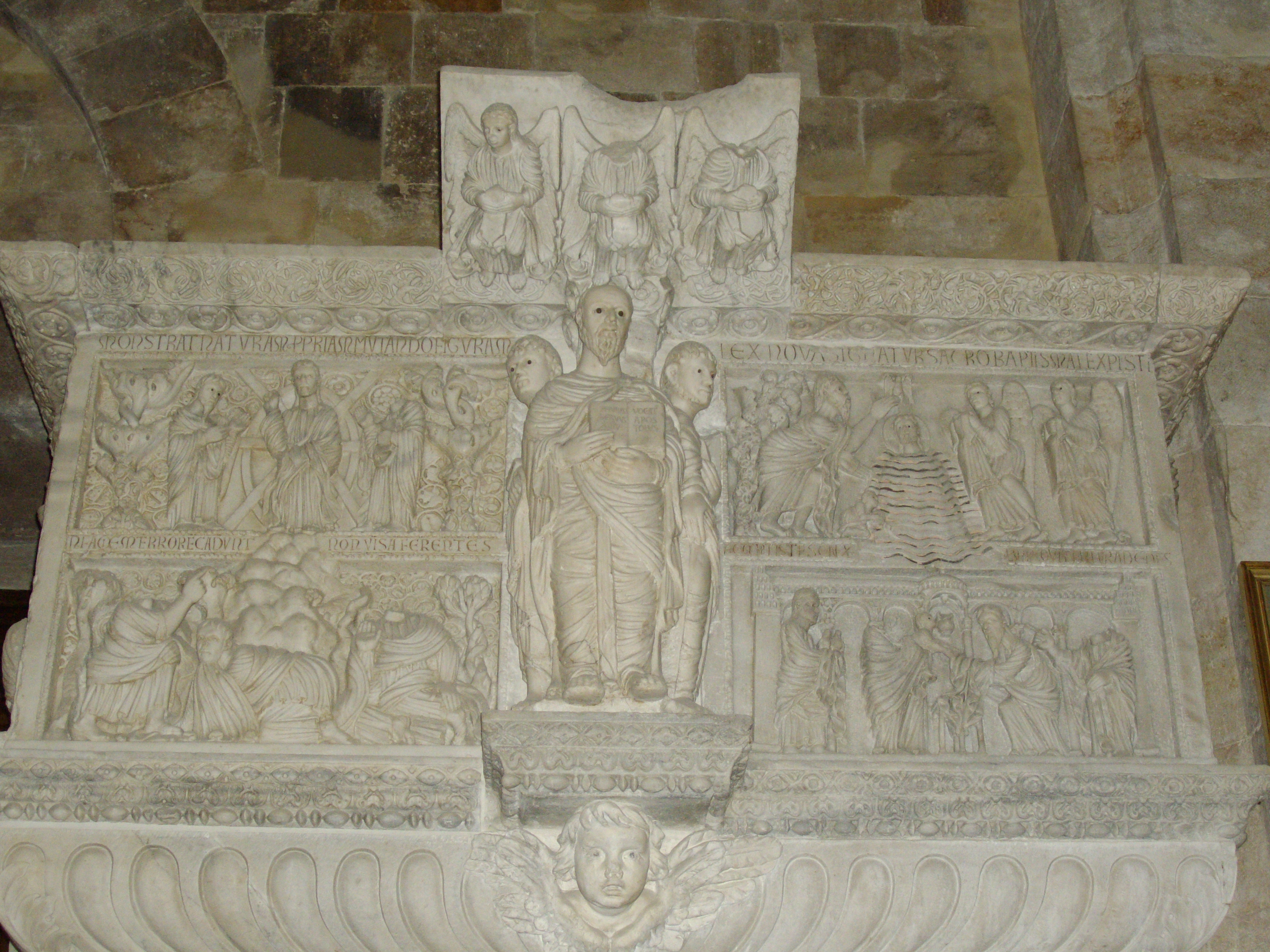
Antepecho del ambón a la derecha del portal principal, con el grupo escultórico San Pablo con Tito y Timoteo.

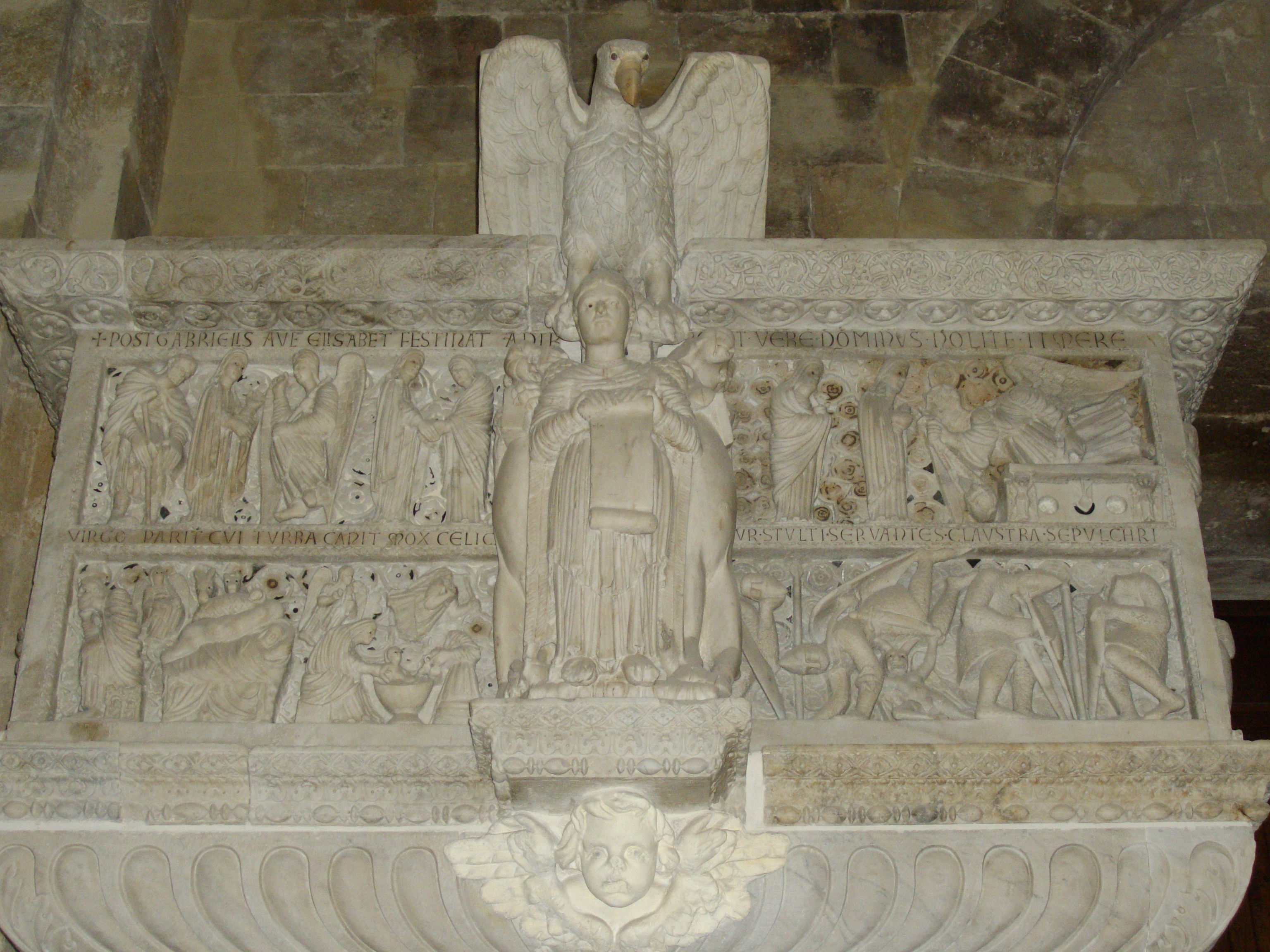
Antepecho del ambón a la izquierda del portal principal, con el Tetramorfo en el centro y el atril de lectura del evangelio.

Lo que en un tiempo fue un gran púlpito, son actualmente dos piezas adosadas a la contrafachada de la catedral, sostenidas cada una por dos columnas y dos semicolumnas. Cada una de las piezas constituye una especie de pequeña cantoría, aunque privadas de tal función por ser inaccesibles.

### El antepecho
En cada una de las "cantorías", los tres lados del antepecho están decorados con imágenes esculpidas en altorrelieve que representan escenas de los evangelios. Debido a las intervenciones del siglo XVII, las escenas ya no siguen el hilo narrativo original. En el centro del lado frontal de cada antepecho hay dos grupos escultóricos elaborados casi a bulto redondo y sobre ellos un atril para la lectura del evangelio y otro para la de la epístola.
Teniendo de frente la contrafachada de la catedral, a la derecha del portal principal se encuentra la porción del púlpito que tiene en la parte frontal al grupo escultórico San Pablo con Tito y Timoteo, rematado con el atril para la lectura de la epístola, decorado con tres figuras de ángeles. Las escenas evangélicas representadas en el costado derecho del antepecho son La adoración de los magos y El retorno de los Magos; en la parte frontal de antepecho, de arriba abajo y de derecha a izquierda, El bautismo de Jesús, La presentación en el templo y La Transfiguración; finalmente, en el lado izquierdo se encuentra La Ascensión.
A la izquierda del portal se ubica el púlpito con el grupo escultórico central representando al Tetramorfo, con el águila de San Juan constituyendo el atril para la proclamación del evangelio. Las escenas representadas en el antepecho de este ambón son La Última Cena y El beso de Judas en el costado derecho; en el lado del frente, de arriba abajo y de derecha a izquierda Las mujeres piadosas en el sepulcro, La Resurrección, La Anunciación y La Visitación en el mismo cuadro, y La Natividad, mientras que en lado izquierdo están Los magos con el rey Herodes y La matanza de los inocentes.

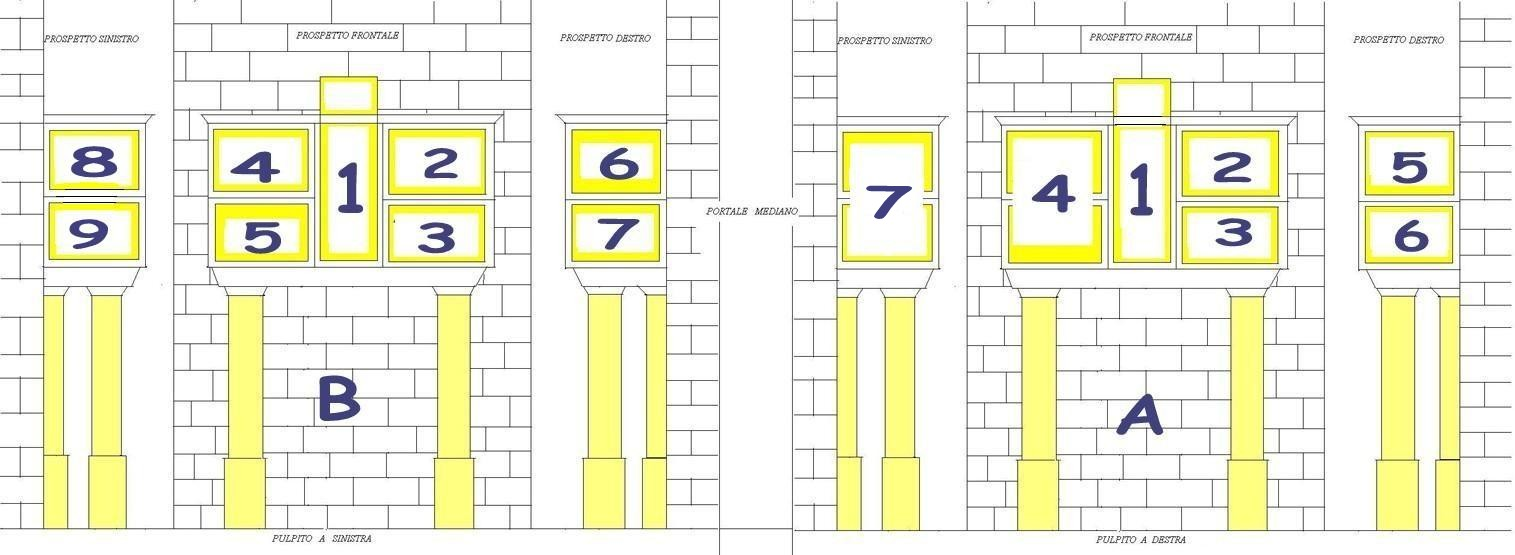
Disposición de loas escenas en el púlpito del Maestro Guglielmo: A (púlpito de la derecha): san Pablo con Tito y Timoteo (1), Bautismo de Jesús (2), Presentación en el templo (3), Trasfiguración (4), Adoración de los Magos (5), Retorno de los magos a sus países (6) y Ascensión (7);
B (púlpito de la izquierda): Tetramorfo (1), Las mujeres piadosas en el sepulcro (2), Resurrección de Jesús (3), Anunciación y visitación (4), Natividad (5), Última cena (6), El beso de Judas (7), Los magos con el rey Herodes (8) y La matanza de los inocentes (9).

### Los leones estilóforos

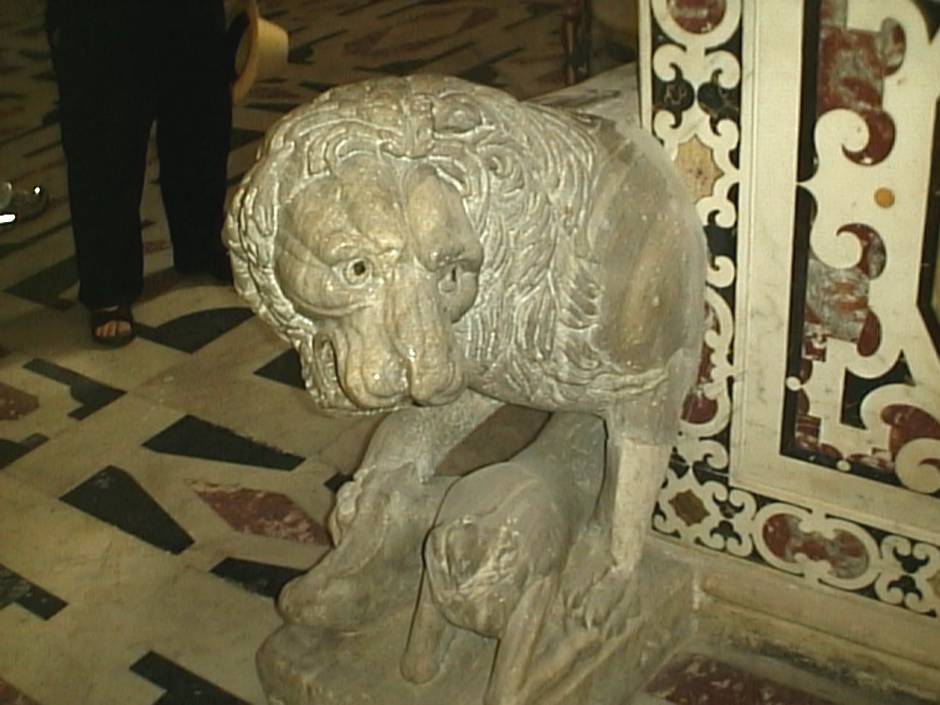
León estilóforo.

También formaban parte del imponente púlpito cuatro leones estilóforos, de bulto redondo, que originalmente estaban colocados en la base de las columnas que sostenían 
al púlpito. En el siglo XVII fueron colocadas en la base del presbiterio de la catedral, dos a cada lado de la escalera principal sobre los cuales se sostiene directamente una balaustrada de mármol, y los otros dos a cada extremo del recinto presbiterial. Las esculturas, de gran realismo y fuerte expresividad gracias en parte al uso del torno, representan cuatro leones con presas debajo de su cuerpo; los dos leones de los lados de la escalera tienen entre las zarpas un toro (león de la izquierda) y un oso (león de la derecha), en tanto que los otros dos leones apresan un hombre con su caballo (izquierda) y un dragón alado (derecha).